# Eduardo Raúl Merbilhaá Cortelezzi

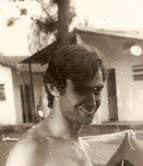
Eduardo Raúl Merbilháa Cortelezzi

Eduardo Raúl Merbilháa Cortelezzi (1946-1976) fue un militante del PRT-ERP también conocido como “Alberto”, “Alberto Vega” y “Nono” que llegó a ser miembro del BP ( Buró Político). Era estudiante de Derecho de la Universidad Nacional de La Plata. Practicó rugby durante su adolescencia en La Plata Rugby Club, el cual tuvo varios desaparecidos.  Fue también obrero metalúrgico en la zona norte de Buenos Aires. Merbilháa tuvo dos hijos. Desapareció en septiembre de 1976 cuando tenía 30 años. Fue visto en el centro clandestino de detención “El Campito” por varios testigos que sobrevivieron al cautiverio. Su hija Margarita Merbilháa es docente de la Universidad Nacional de la Plata e investigadora del CONICET.

## Orígenes
Nació el 18 de abril de 1946 en la ciudad de La Plata, capital de la provincia de Buenos Aires, donde cursó estudios primarios y secundarios. Provenía de una familia de clase alta, lo que le permitió acceder a una sólida formación intelectual y a una variedad de modales delicados que no pocas veces lo hacían víctima de las burlas y el hostigamiento de sus compañeros y que Eduardo vivía con cierta culpa. María Seoane observa que pertenecía a una familia de estancieros bonaerenses. Era nieto de un juez de la corte suprema de justicia durante la Revolución Libertadora. Su padre fue miembro de la Sociedad Rural de La Plata y diputado radical. Además, era un hombre sumamente elegante, simpático y de muy buen sentido del humor. En 1963 ingresa en la Universidad Nacional de La Plata para estudiar derecho, es en aquel ámbito que toma contacto con el PRT y comienza su militancia política.

## Militancia en el PRT-ERP
Años después Eduardo ya era un militante entregado en el PRT. Había abandonado sus estudios de derecho para dedicarse a las tareas plenas del partido, ya sea formándose políticamente, captando estudiantes, organizándolos y ayudando en su formación como militante. Su militancia se desarrolla en aquellos años finales de los 60 principalmente en la regional Sur. Participa de las luchas de aquellos años: las intervenciones de las universidades y el recrudecimiento de la represión durante la dictadura de Juan Carlos Onganía.
Eduardo Merbilháa participó del copamiento de la localidad de Gonnet, La Plata, en abril de 1971. Fue la primera gran acción de la Regional Buenos Aires del PRT-ERP que estuvo dirigida por Luis Pujals y que participaron entre otros, Susana Gaggero. Logran en esa acción capturar armamento y uniformes de la policía. Otra de las acciones que lo tuvo como protagonista fue un reparto de útiles realizado en un colegio secundario. La acción tuvo repercusión en los medios donde se lo vio al director en cámara impactado por el comportamiento de los combatientes. “El guerrillero era un caballero” se lo escuchó decir ante la cara desencajada de la policía que estaba en el lugar.
Otra característica destacable en Eduardo Merbilháa era su gran habilidad para el fútbol. También jugó al rugby. Eso le permitirá muchas veces acercarse a los trabajadores y establecer vínculos extra laborales. En 1972 Eduardo asumió una tarea complicada, Benito Urteaga a cargo de la secretaria general del partido lo envía al pueblo de San Nicolás con la misión de que el  partido  hiciera pie en la regional, conocida como “Ribera del Paraná”, regional donde el PRT había obtenido hasta el momento pobres resultados. Estratégicamente era una misión de importancia, la zona contaba con grandes establecimientos fabriles y miles de obreros y el PRT no podía estar ausente. Merbilháa partió junto a su compañera y su hija Margarita y se instaló en una muy humilde casita junto a las vías en una calle de tierra de San Nicolás. Ingresó a trabajar como peón en una metalúrgica subsidiaria de Somisa. Hasta Benito Urteaga que solía burlarse de sus formas quedó asombrado de las condiciones de vida pobres que llevaban Eduardo y su familia. Pronto Eduardo Merbilháa estableció relaciones con los obreros, solía jugar a la pelota con ellos y compartir las  mismas costumbres a la vez que organizaba la regional y hacía contactos políticos. Merbilháa fue edificando la nueva regional del PRT y teniendo presencia en las grandes luchas de los metalúrgicos y demás. Reemplazó a Luis Mattini al frente de la regional cuando este último se integró al Buró Político. 
Una de las  acciones relevantes fue la incursión que  se realizó a la usina atómica de Atucha, acción donde desarmaron a  miembros de la Gendarmería Nacional a fines del año 1972. En la  acción participó  Luis Mattini. Se logro desarmar al grupo de gendarmes y luego los guerrilleros se tirotearon con la policía en su fuga.
Unos años después deja la regional para incorporarse como secretario adscripto del Buró Político (BP) del  PRT. Mattini comenta que le decían " adscrito". En 1975  Merbilháa era el secretario del Buró Político del partido. La tarea no era menor, no solo llevaba las actas de las reuniones sino que también participaba exponiendo sus puntos de vista. Esta tarea antes era realizada por Domingo Menna y Luis Mattini. Eduardo era preciso y sobrio en ese puesto. Mattini se pregunta la causa de esa tarea  "secundaria" asignada a Merbilháa ( Mattini,2006). 
Luis Mattini (2006)  en su libro describe a Merbilháa como un " caballero en la corte de Santucho". Lo describe como una persona fina, culta, de modales suaves, físicamente bello, extra-sensible y para colmo muy inteligente. Mattini lo conoció  en Zárate. Lo comparó con Lunacharski, el más culto y desconocido de los bolcheviques.  Eduardo era disciplinado al máximo pero con pensamientos propios. Mattini señala que provenía de una familia de clase alta del interior de la provincia de Buenos Aires y se movía con una especie de culpa de clase. Mattini menciona que Merbilháa se instaló en San Nicolás con su pareja Alicia y su indomable hijita Margarita.  Lo describe además como un combatiente excepcional. En una ocasión en la cual Merbilháa participó en el copamiento de una escuela secundaria en una operación clásica de propaganda armada, el director de la escuela comentó al periodismo: "El guerrillero...le digo, un caballero, señor, un caballero". " Son subversivos" le retruco un policía y el docente agregó:" bueno, sí, pero les juro...un caballero. Y la chica, una dama...una dama, les digo".
Maria Seoane (1992) ha escrito que Santucho antes de subir a Tucumán en 1975 ,le pidió a Merbilháa que intentara convencer al líder histórico del Partido Intransigente (PI) Oscar Alende, para que este autorizara a un numeroso grupo de perretistas a incorporarse a sus filas, a los efectos de contar con una tribuna política para actuar al aire libre y desde ahí tejer alianzas con comunistas y radicales de izquierda. El PI simpatizaba con los guevaristas del PRT y realizaba duras críticas a la Triple A. Alende aceptó y se realizaron reuniones entre este ,  Manuel Gaggero, y el propio Merbilháa .Pero la cosa no resultó ya que Alende se opuso a que los perros  entraran al PI y al mismo tiempo continuaran  con los combates. 
El 29 de marzo de 1976  Merbilháa participó de la reunión del Comité Central en La Pastoril, una casa-quinta en Moreno, provincia de Buenos Aires.  Las medidas de seguridad no fueron las adecuadas y las fuerzas represivas llegaron al lugar. Mientras algunos de sus compañeros enfrentaron a los tiros a la policía otros logran salir como pueden. Eduardo escapa junto a  Edgardo Enríquez, hermano de Miguel, secretario general del MIR de Chile y pasan 2 días escondidos en un pastizal hasta que logran romper el cerco policial y escapar.

## Muerte de Santucho y caída de la dirección
Merbilháa vivía en el mismo edificio que Mario Roberto Santucho y  Domingo Menna en la calle Venezuela 3149 de Villa Martelli . Se enteró de la muerte de Santucho porque el  encargado del edificio le avisó antes de subir ese mismo  19 de julio de 1976 . Merbilháa le contó a Abel Bohoslavsky días después que había llegado en auto con Alicia y que el muy afectado portero lo puso en alerta del tiroteo por lo cual Merbilháa no subió al departamento de Santucho ubicado en el cuarto piso, en prevención de una emboscada por parte de los militares (Bohoslavsky,2015, página 238). Según otras versiones  Merbilháa se quedó cerca del domicilio y esperó a su pareja Nora. Luego ambos se subieron a un colectivo y fueron a la casa de Manuel Gaggero en San Isidro. Allí dejó a Nora y Merbilháa se dirigió a hablar con Luis Mattini que era el último sobreviviente de la máxima dirección del partido. Mattini asumió la secretaría general y ambos dirigieron el partido hasta la caída de Merbilháa, quien realizó una intensa labor en los frentes legal, juvenil e internacional del PRT. Llegó a ser miembro pleno del BP (Buró Político) luego de la caída de Mario Roberto Santucho y  de Benito Urteaga  en julio de 1976.Mattini lo describe como el más sereno de los cuadros sobrevivientes, el más consciente de la gravedad de la situación por la que estaba pasando el PRT.

## Detención y desaparición de Merbilháa
Eduardo Merbilháa cayó detenido el 9 de septiembre de 1976 mientras caminaba en Villa Devoto. Fue secuestrado ilegalmente en la vía pública y enviado al centro de detención clandestina “El Campito” en Campo de Mayo. En ese lugar fue visto por el soldado conscripto Eduardo Cagnolo,conscripto del Batallón de Intendencia 601  con quien conversó largamente. Merbilháa le dijo a  Eduardo Cagnolo que Domingo Menna, también detenido en “El Campito”, le había comentado que Santucho había caído por un delator, “un médico de una liga”. Cuando se despidieron en diciembre de 1976, Merbilháa le dijo a Cagnolo: “Hasta la victoria final” .
Cuenta su hija Margarita que por el año 75 o 76 Eduardo deja en poder de un simpatizante del partido de suma confianza una serie de cajas con el archivo del PRT que contaba con innumerables documentos, incluyendo algunas cartas inéditas del Che Guevara y las actas de las reuniones. La idea era que lo custodiara una cantidad  de años hasta el triunfo de la causa y formara parte de un futuro museo de la revolución. Dicho material quedó en poder de los militares. 